# AVN награда за най-добра нова звезда
AVN награда най-добра нова звезда (на английски: AVN Award Best New Starlet) се връчва ежегодно на церемонията на наградите на AVN в Лас Вегас, щата Невада, САЩ. Наградата се присъжда на порнографските актриси показали най-голям потенциал и качество в дебютната си година в порнографската индустрия.
Първата носителка на наградата е Рейчъл Ашли през 1984 г.

## Носителки на наградата

### 1980-те
| Година | Носителка      | Номинирани |
| ------ | -------------- | ---------- |
| 1984   | Рейчъл Ашли    |            |
| 1985   | Джинджър Лин   |            |
| 1986   | Ейнджъл        |            |
| 1987   | Барбара Дер    |            |
| 1988   | Саманта Стронг |            |
| 1989   | Ейджа          |            |

### 1990-те
| Година | Носителка                | Номинирани |
| ------ | ------------------------ | ---------- |
| 1990   | Виктория Парис Тори Уелс |            |
| 1991   | Дженифър Стюарт          |            |
| 1992   | Савана                   |            |
| 1993   | Алекс Джордан            |            |
| 1994   | Шейла Лаво               |            |
| 1995   | Кайли Айрланд            |            |
| 1996   | Джена Джеймисън          |            |
| 1997   | Миси                     |            |
| 1998   | Джони Блек               |            |
| 1999   | Алиша Клас               |            |

### 2000-те
| Година | Носителка | Номинирани |
| ------ | --------- | --- |
| 2000   |           | Индия |
| 2001   |           | Алекса, Дейтън Рейн, Джесика Дрейк, Касиди, Лола, Микайла Мендес, Мико Лий, Райън Конър, Таша Хънтър, Тифани Мейсън, Хедър Лин                                                                 |
| 2002   |           | Моника Суитхарт, Зана, Хевън, Стиви, Джъстин Роми |
| 2003   |           | Кармен Лувана, Шайла Стайлз, Хана Харпър, Ария Джовани, Ейви Скот, Тони Робъртс, Кати Морган, Джуди Стар                                                                                       |
| 2004   |           | Джеси Джейн, Дейзи Мари, Бела-Мари Уолф, Нина Мерцедес |
| 2005   |           | Тийгън Пресли, Вики Вет, Ники Хънтър, Одри Холандър, Джия Палома |
| 2006   |           | Хилари Скот, Тори Лейн, Лори Алексия, Джоана Ейнджъл, Джасмин Бърн, Къртни Къмз, Съни Лейн, Ванеса Лейн                                                                                        |
| 2007   |           | Алектра Блу, Саша Грей, Лейси Харт, Джианна Лин, Канди Менсън, Райли Мейсън, Мишел Мейлин, Стефани Морган, Джена Пресли, Кърстен Прайс, Ейми Рийд, Ава Роуз, Мия Роуз, Шарлът Стокъли          |
| 2008   |           | Алексис Тексас, Ашлин Брук, Одри Битони, Лела Стар, Рене Круз, Мая Хилс, Паулина Джеймс, Шей Джордан, Алексис Лав, Наташа Найс, Бри Олсън, Кейси Паркър, Лорена Санчес, Вероник Вега, Тера Рей |
| 2009   |           | Лекси Бел, Тори Блек, Миси Стоун, Джанди Лин, Прия Рай, Райдър Скай, Джейдън Джеймс, Джейлин Фокс, Ники Джейн, Джейми Лангфорд, Дженди Лин, Меган Малоун, Анджелина Валънтайн                  |

### 2010-те
| Година | Носителка   | Номинирани |
| ------ | ----------- | --- |
| 2010   |             | Аса Акира, Бритни Амбър, Райли Стийл, Анджелина Армани, Киара Дайан, Лондон Кейес, Танър Мейс, Никол Рей, Еми Рейес, Наталия Роси, Ариана Стар, Хедър Старлет, Брин Тайлър, Сади Уест               |
| 2011   |             | Брук Лий Адамс, Рейвън Алексис, Бриана Блеър, Ейми Брук, Даника Дилън, Алексис Форд, Тара Лин Фокс, Али Хейз, Амия Мейли, Малъри Рая Мърфи, Шанел Престън, Ашлин Рая, Кати Ст. Ивс, Дженифър Уайт   |
| 2012   |             | Абела Андерсън, Джеси Андрюс, Айдън Ашли, Бетани Бенц, Лили Картър, Скин Даймънд, Аш Холивуд, Биби Джоунс, Джинкс Мейз Холи Майкълс, Селена Роуз, Саманта Сейнт Лекси Суалоу, Лиз Тейлър, Зои Вос   |
| 2013   |             | Аника Албрайт, Дани Даниълс, Адриана Луна, Мелина Мейсън, Райли Рийд, Джеси Роджърс, Бони Ротън, Сири, Карина Уайт, Кристи Стивънс, Стиви Шеи, Касандра Никс, Кендъл Карсън, Мади О'Райли, Ана Фокс |
| 2014   |             | Ей Джей Апългейт, Кейси Калвърт, Тийл Конрад, Дилън Харпър, Мелъди Джордан, Кенеди Лий, Кристи Мак, Зои Монро, Рейвън Рокет, Джеса Роудс, Рики Сикс, Синди Старфал, Наталия Стар, Джоди Тейлър      |
| 2015   |             | Огъст Еймс, Кармен Калиенте, Миша Крос, Ейдра Фокс, Кийша Грей, Джанис Грифит, Шанел Харт, Джилиън Дженсън, Катерина Кей, Бел Нокс, Ариана Мари, Скарлет Ред, Саманта Рон, Дакота Скай              |
| 2016   |             | |
| 2017   |             | |
| 2018   | Джил Касиди | |